# Калинино (Краснодар)
Кали́нино — упразднённый посёлок городского типа в Краснодарском крае. Являлся административным центром Калининского сельского округа Прикубанского внутригородского округа города Краснодар. С 2003 года является микрорайоном Краснодара.

## Расположение
Калинино находится в Прикубанском внутригородском округе Краснодара. На территории микрорайона располагаются улицы Российская, 1 Мая, Интернациональный бульвар и Гаражный переулок. Калинино полностью располагается за пределами Ростовского шоссе, с которым оно соединено через улицы Пригородную и Российскую. На севере микрорайона располагается Краснодарский ипподром. На юге находится Краевая клиническая больница № 1 им. профессора С. В. Очаповского. На востоке расположен посёлок Краснодарский, а за ним — посёлок Индустриальный. На западе, за Ростовским шоссе, находится Горхутор.

## История
Село Калинино образовано в 1924 году из садовых участков, выделенных из земель города Краснодара. В 1936—1940 годах населённый пункт входил в черту города Краснодара. В 1940—1953 годах Калинино входило в Пашковский район Краснодарского края.
15 апреля 1958 года село было преобразовано в рабочий посёлок Калинино, подчинённый администрации Первомайского района Краснодара.
В 2004 году посёлок городского типа Калинино был включён в городскую черту Краснодара, в Прикубанский внутригородской округ города Краснодара как микрорайон, одновременно являясь центром Калининского сельского округа, объединяющего 8 сельских населённых пунктов. Современное Калинино представляет собой в основном частный сектор, однако кое-где стали появляться многоэтажные дома.

## Население
| 1926 | 1959    | 1970    | 1979    | 1989    | 2002    |
| ---- | ------- | ------- | ------- | ------- | ------- |
| 7195 | ↗12 842 | ↘11 501 | ↗16 129 | ↗22 700 | ↗34 152 |